# Fanferlüsch
Fanferlüsch (von französisch Fanfreluche = Flitterkram) ist der Name einer bösen Fee aus der Mythologie, der sich vorwiegend in literarischen Werken aus der Zeit der Aufklärung findet. Fanferlüsch wird beschrieben als kleine, nur eine Hand hohe Fee, trägt ein Kleid von Schmetterlingen, ein Paar Stiefeln von Nussschalen und einen Kranz von Dornblüten und reitet auf drei Binsen.

## Literarisches Auftreten der Figur
Christoph Martin Wieland schreibt 1764 in seinem Werk Die Abentheuer des Don Sylvio von Rosalva:
- „Fanferlüsch ist eine von den schlimmsten und rachgierigsten Feen, die jemals gewesen sind, und ihre Macht ist nicht geringe;“ (2. Buch, 4. Kap.).
- „Ganz gewiß ist es die boshafte Fanferlüsch, die ihre (seine Tante, Anm.) Gestalt angenommen hat …“ (2. Buch, 4. Kap.).
- „aber die grausame Fanferlüsch hatte ihr auch die Sprache geraubt, und sie konnte nichts hervor bringen als einen Seufzer …“ (1. Buch, 10. Kap.).

## Böse Feen
Bis zur Romantik beherrschten die guten Feen (Esterelle, Maliure oder Melusine) die Geschichten, sie galten als ewig jung, schön und meisterlich in den weiblichen Künsten. Gut und edel wie sie waren, wendeten sie ihre Zauberkräfte immer als Segen an und beschützten einzelne Menschen. Sie standen den bösen Hexen entgegen. Später tauchten die ersten bösen Feen auf, zu denen vor allem Fanferlüsch und Karabossa gehörten. Sie galten nicht nur als hässlich, sondern vollführten böse Zauber und ihre Macht war nicht selten größer. Die alte, übergangene Fee im Märchen verflucht Dornröschen zum Tod.

## Rezeption
- Fanfreluche, Komische Oper in drei Akten, 1883, Musik von Gaston Serpette, Libretto von Paul Burani
- Fanfreluche, eine Puppe aus der französischen Comicreihe „Bob et Bobette“ (ab 1948)
- Kanadische Kinderfernsehserie Fanfreluche (1968–1971), in der eine Puppe gleiches Namens den Zuschauern Märchen und Legenden erzählt. Wenn ihr eine Geschichte nicht gefällt, begibt sie sich in die Geschichte, um den Ausgang nach ihren Wünschen zu ändern.
- Kanadische Rennpferd Fanfreluche (1967–1999)